# Friedhöfe in Meran

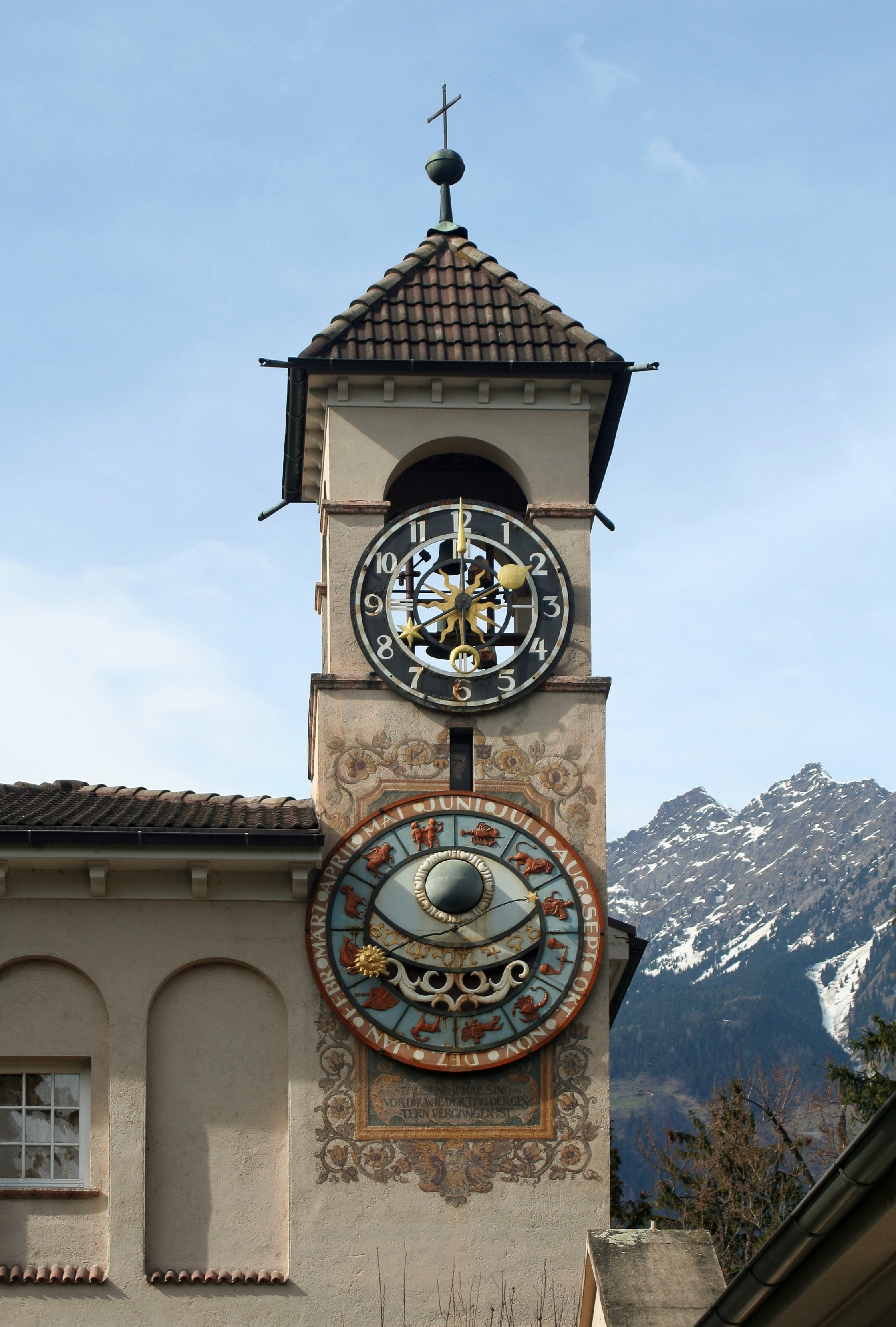
Turm mit astrologischer Uhr am Eingang des städtischen Friedhofs

Ursprünglich hatten die Pfarrkirchen von Meran, Ober-, Untermais und Gratsch Friedhöfe in deren unmittelbaren Umgebung.
Bis 1848 befand sich der Meraner Friedhof rund um St. Nikolaus. Dieser wurde 1325 erstmals erwähnt. Für 1381 ist ein Beinhaus belegt, das 1422 mit der Barbarakapelle überbaut wurde, die als Leichenkapelle diente.
Grabsteine aus dieser Zeit befinden sich an der Mauer nördlich der Pfarrkirche St. Nikolaus. Unter diesen befinden sich diejenigen von Johann Baptist Pendl und Franz Xaver Pendl.
Aus Platzmangel wurde der Friedhof 1848 verlegt, dieser befand sich nun östlich der Spitalkirche. Südlich angrenzend wurden der evangelische Friedhof (1861) und der jüdische Friedhof (1872) gegründet.
Durch das rasche Bevölkerungswachstum in der zweiten Hälfte des 19. Jahrhunderts musste ein neues Areal für einen größeren Friedhof gefunden werden. Die Nachbargemeinde Algund trat ein Gelände westlich des Bahnhofs an Meran ab. Ab 1907 wurde dort der neue städtische Friedhof errichtet, die alten Friedhöfe wurden aufgelassen. Auf dem Gebiet der ehemaligen Friedhöfe (46° 40′ 5,4″ N, 11° 9′ 51,9″ O) wurde 1938 der Marconipark angelegt.

## Friedhof an der Maria-Trost-Kirche
Der im 14. Jahrhundert geweihte Friedhof an der 
Maria-Trost-Kirche (46° 39′ 45,4″ N, 11° 9′ 47,5″ O) wurde 1901 aufgelassen. Nachdem er in Folge verwahrloste, wurde er seit 1978 von Heimatpflegern wieder in Stand gesetzt. Einige der Grabsteine wurden vom Spitalfriedhof übertragen.
In der Maria-Trost-Kirche sind Ferdinand Karl von Österreich und seine Frau Berta Burg beigesetzt.
Grabsteine im Kirchhof erinnern an:
- Orazio Gaigher
- Karl Grabmayr
- Franz Tappeiner
- Karl Wolf

## Untermaiser Pfarrfriedhof

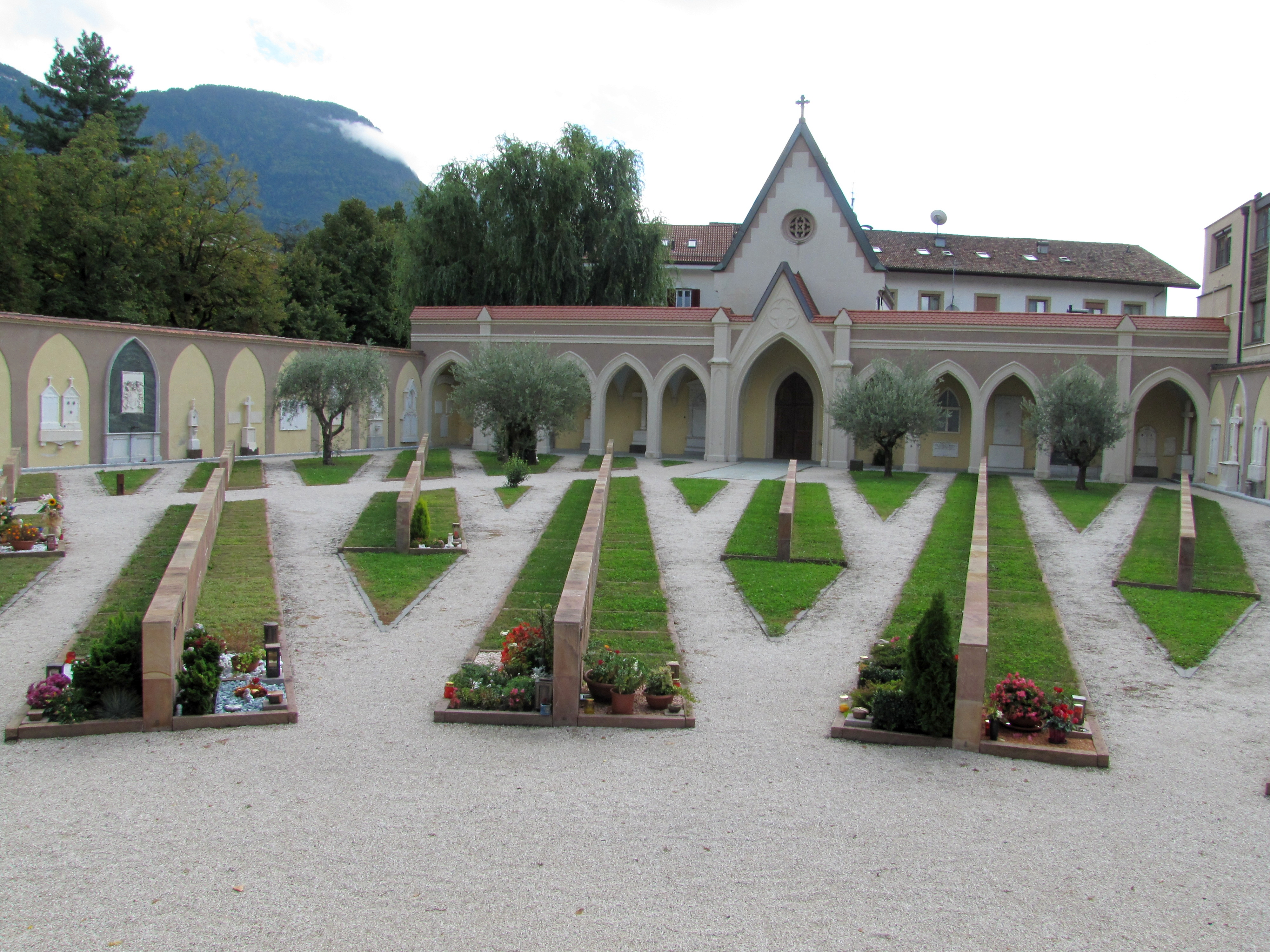
Friedhof der Pfarrkirche St. Vigil

Der Friedhof der Pfarrkirche St. Vigil (46° 39′ 40,6″ N, 11° 9′ 42,8″ O) wurde 1935 aufgelassen, seit 2007 wird er als Urnenfriedhof genutzt. Die ältesten Grabsteine stammen aus dem 16. Jahrhundert.

## Maiser Friedhof
1893 wurde der neue Maiser Friedhof (46° 39′ 31,5″ N, 11° 9′ 42,4″ O) durch Fürstbischof Eugenio Carlo Valussi geweiht. Unter den hier Begrabenen befinden sich:
- Tobias Brenner
- Karl Maria von Coudenhove
- Karl Erckert
- Anton Frühauf
- Karl Theodor Hoeniger
- Bernhard Johannes
- John Lawson Stoddard
- Karl Tinzl
- Bruno Pokorny
- Luis Zuegg

## Evangelischer Friedhof

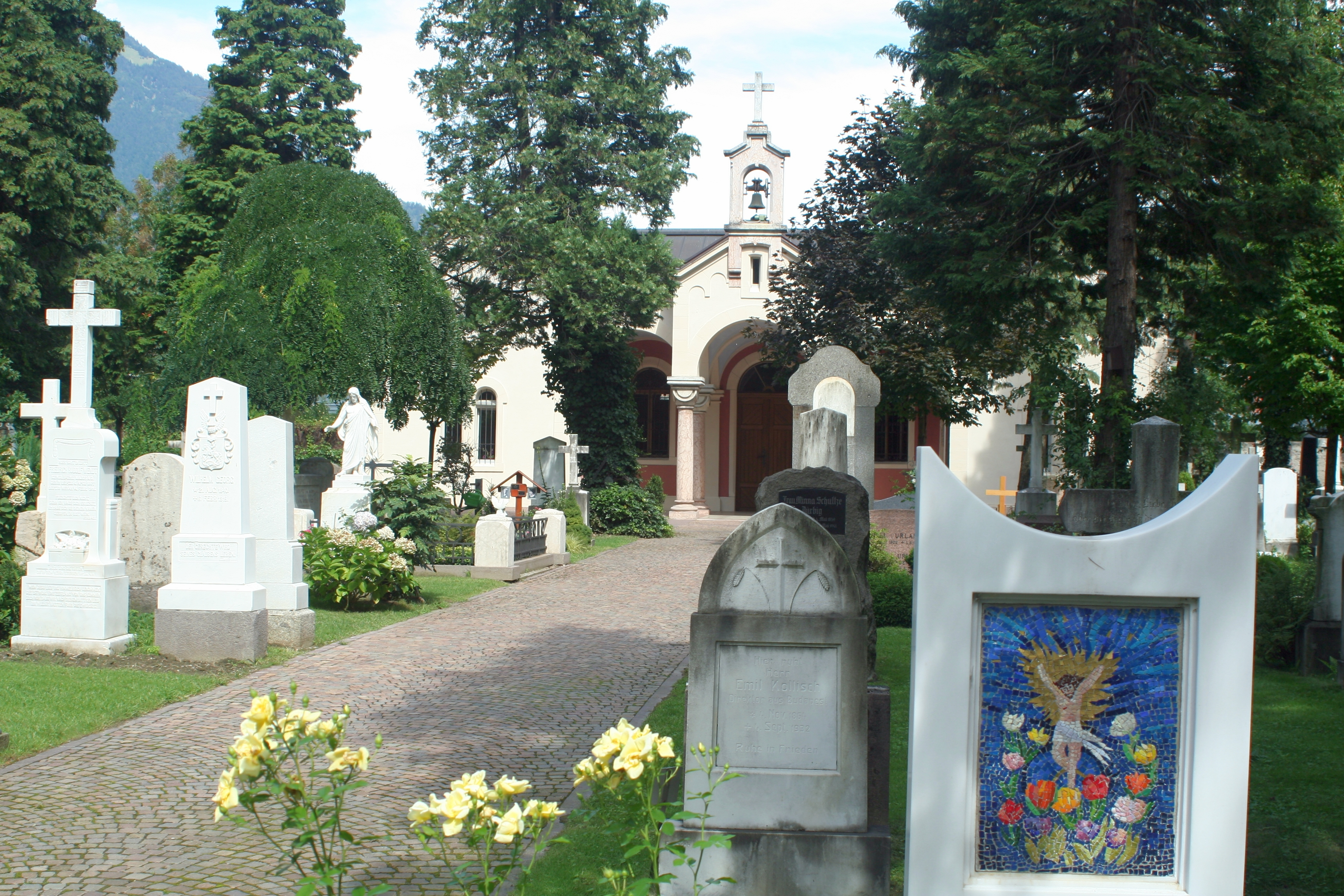
Evangelischer Friedhof

1861 wurde der alte evangelische Friedhof südlich des katholischen Friedhofs (heute Marconipark) errichtet. 1897 wurde der neue evangelische Friedhof (46° 39′ 55,1″ N, 11° 8′ 51,7″ O) angelegt. Die Grabsteine des alten Friedhofs wurden 1940 auf den neuen Friedhof übertragen und an der Epitaphmauer angebracht.
Der Friedhof steht seit 1996 unter Denkmalschutz.
Hier finden sich die Gräber von:
- Rudolf Achleitner
- Ferdinand Behrens
- Gustav Birkenstaedt; das Grab wurde 1971 aufgelassen.
- Heinrich Bockelmann
- Ferdinand Johannes Wit von Dörring
- Peter Fellin
- Margaret Foley
- Fritz von Herzmanovsky-Orlando[5]
- August Baron von der Howen
- Egmont Jenny
- Johannes Lepsius
- Prinz Rudolf von und zu Liechtenstein
- Max Wilhelm Meyer
- Natalja Michailowna Prawossudowitsch
- Friedrich Ernst zu Sayn-Wittgenstein-Berleburg
- Käthe Schirmacher
- Eduard Schütt
- Theodor von Sickel
- Wilhelm von Württemberg

## Gratscher Friedhof
Die bis 1923 eigenständige Gemeinde Gratsch wurde nach Meran eingemeindet. Kirchenrechtlich gehört sie zu St. Peter ob Gratsch in der Gemeinde Tirol. Bei St. Peter befindet sich auch der ursprüngliche Friedhof (46° 41′ 38,2″ N, 11° 8′ 24,3″ O). 1905 wurde die Kirche St. Magdalena zur Seelsorgskirche. Der neue Gratscher Friedhof (46° 41′ 11,4″ N, 11° 8′ 30,8″ O) wurde 1906 geweiht, er wird bis heute genutzt. Unter den hier Begrabenen befinden sich:
- Norbert von Kaan-Albest (1864–1943), Sanitätsrat und Leiter von Martinsbrunn, hier begraben
- Herbert E. Dunhill (1882–1950), Mitinhaber der Luxusfirma Alfred Dunhill und zeitweiliger Bewohner des örtlichen Thurnerhofs
- Matthias Ladurner-Parthanes
- Mathias Ladurner-Parthanes

## Städtischer Friedhof

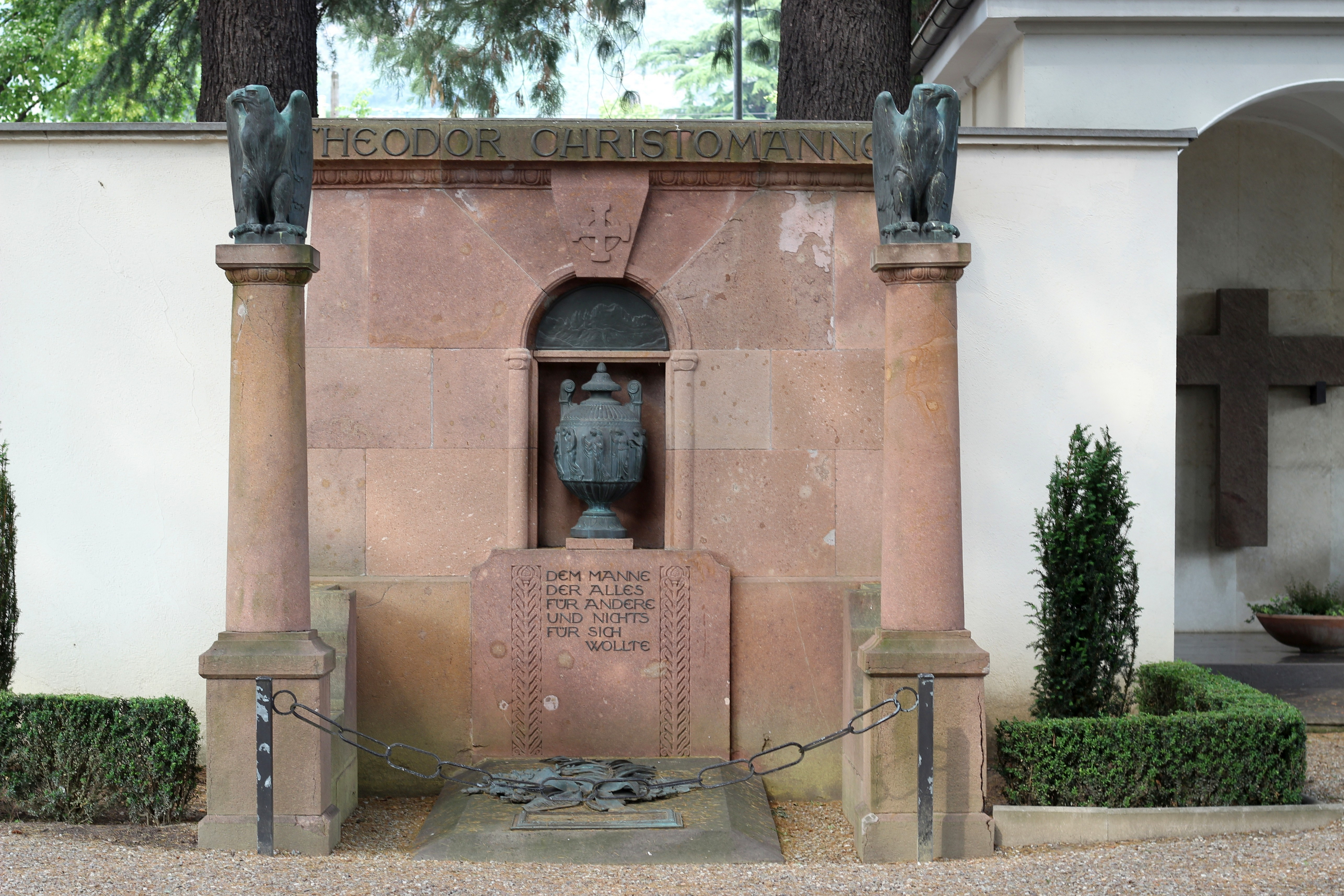
Grabmal für Theodor Christomannos

Das Hauptgebäude des Städtischen Friedhofs (46° 40′ 21,1″ N, 11° 8′ 48,4″ O) wurde 1907 errichtet, der Friedhof 1909 geweiht. Die Planung erfolgte durch Josef Schmitz, die Ausführung lag bei Musch & Lun.
Unter den hier Begrabenen befinden sich:
- Theodor Christomannos
- Pietro Delugan
- Albert Ellmenreich
- Franz Lenhart

- Alois Kuperion
- Karl Lun
- Cölestin Recla
- Friedrich von Sölder
- Franz Tappeiner
- Max Tosi
- Karl Wolf

## Jüdischer Friedhof

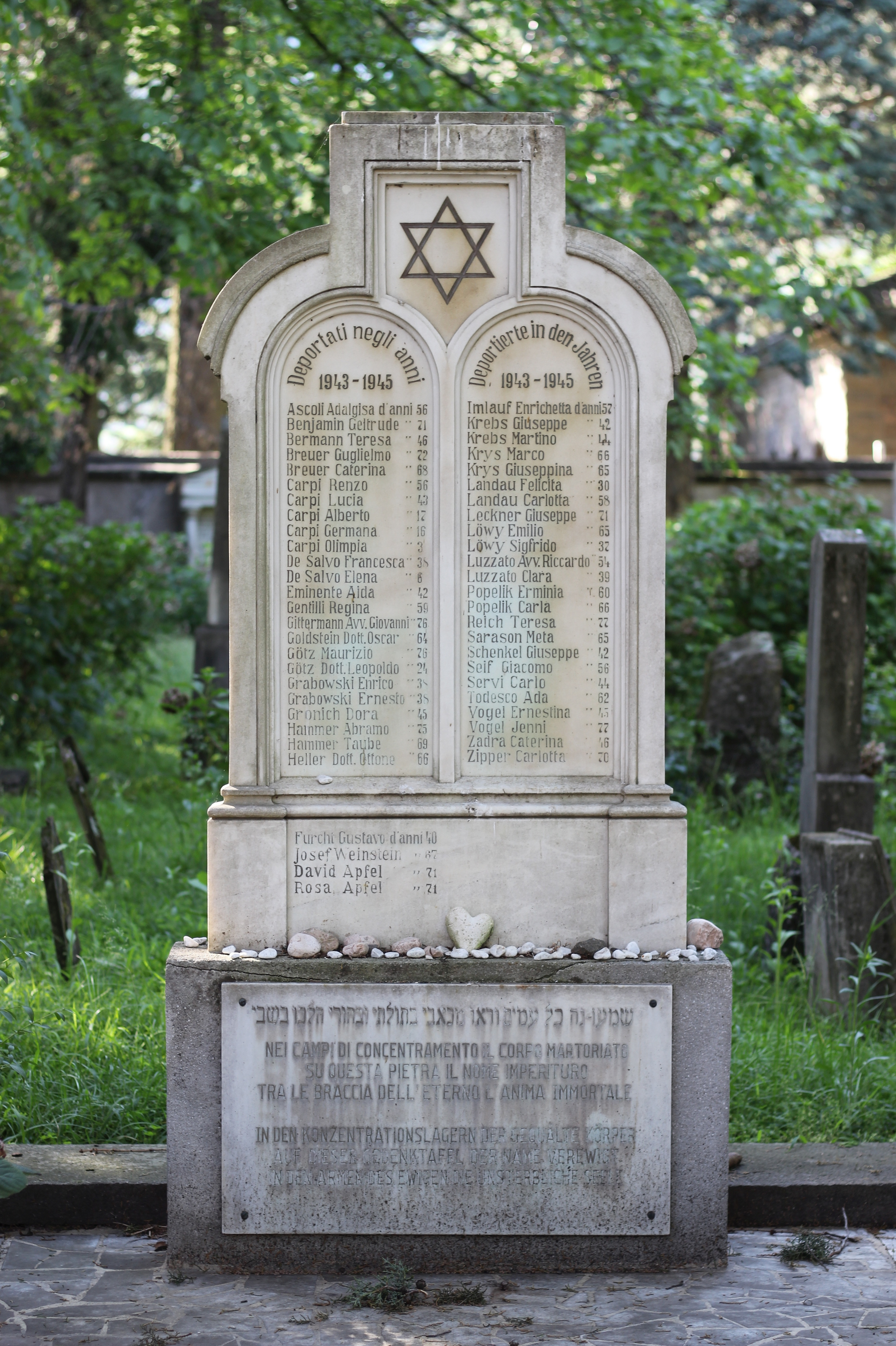
Gedenkstein für die deportierten Juden

Im gleichen Jahr wie der städtische Friedhof wurde der jüdische Friedhof errichtet. Mehr als 600 Tote wurden hierhin überführt, unter ihnen:
- Moritz Lazarus
- Peretz Smolenskin. Seine Überreste wurden 1952 nach Jerusalem gebracht und mit einem Staatsbegräbnis beigesetzt.[7]
- Daniel Spitzer (1835–1893)

Nach 1907 wurden hier bestattet:
- Nahida Ruth Lazarus (1849–1928)
- Joseph Wechsberg (1907–1983)

Der Friedhof wird bis heute (2024) genutzt.

## Österreichisch-ungarischer Soldatenfriedhof
Dieser Friedhof wurde 1915 angelegt und beherbergt 1528 Gefallene des Ersten Weltkriegs.

## Italienischer Soldatenfriedhof
Auf dem nach dem Zweiten Weltkrieg angelegten Friedhof fanden 281 gefallene Italiener ihre letzte Ruhe.

## Deutscher Soldatenfriedhof
Der deutsche Soldatenfriedhof wurde 1959 eingeweiht. 1058 deutsche Kriegstote liegen hier begraben. Er ist einer von acht deutschen Soldatenfriedhöfen in Italien.
Der städtische Friedhof, der jüdische Friedhof und die Soldatenfriedhöfe befinden sich auf dem gleichen Areal an der St.-Josef-Straße, unmittelbar westlich des Meraner Bahnhofs.

## Galerie

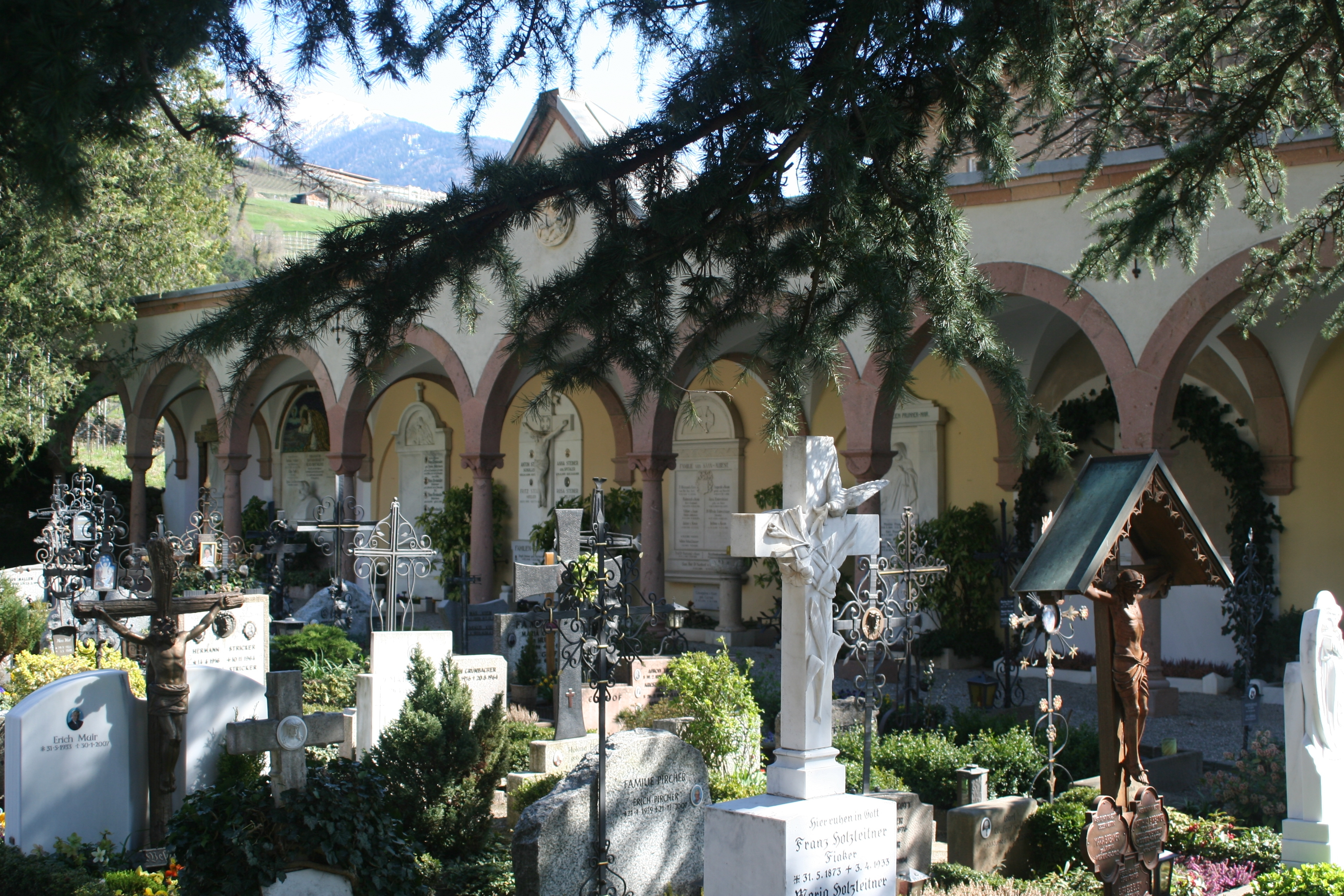
Gratscher Friedhof
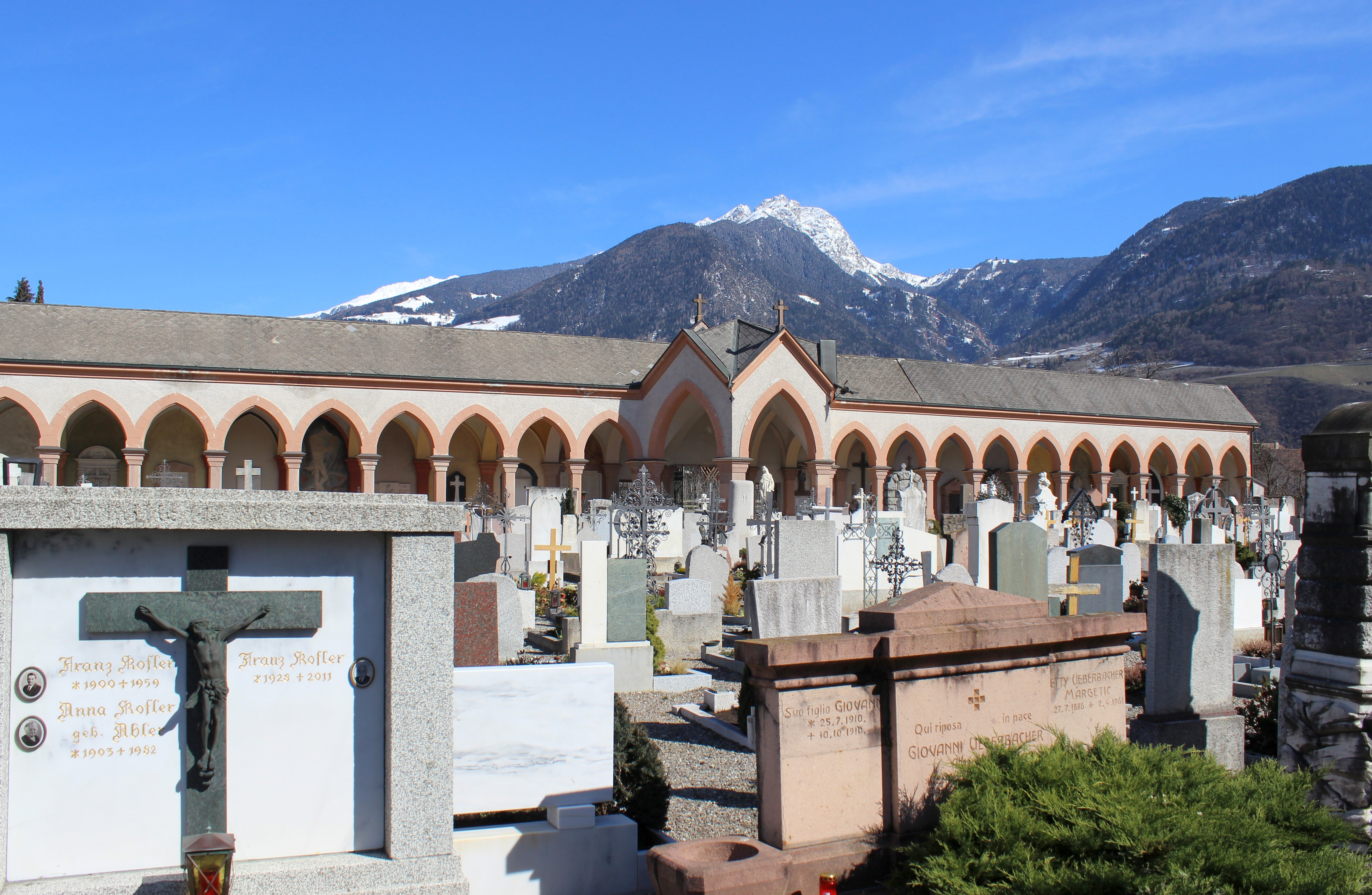
Maiser Friedhof
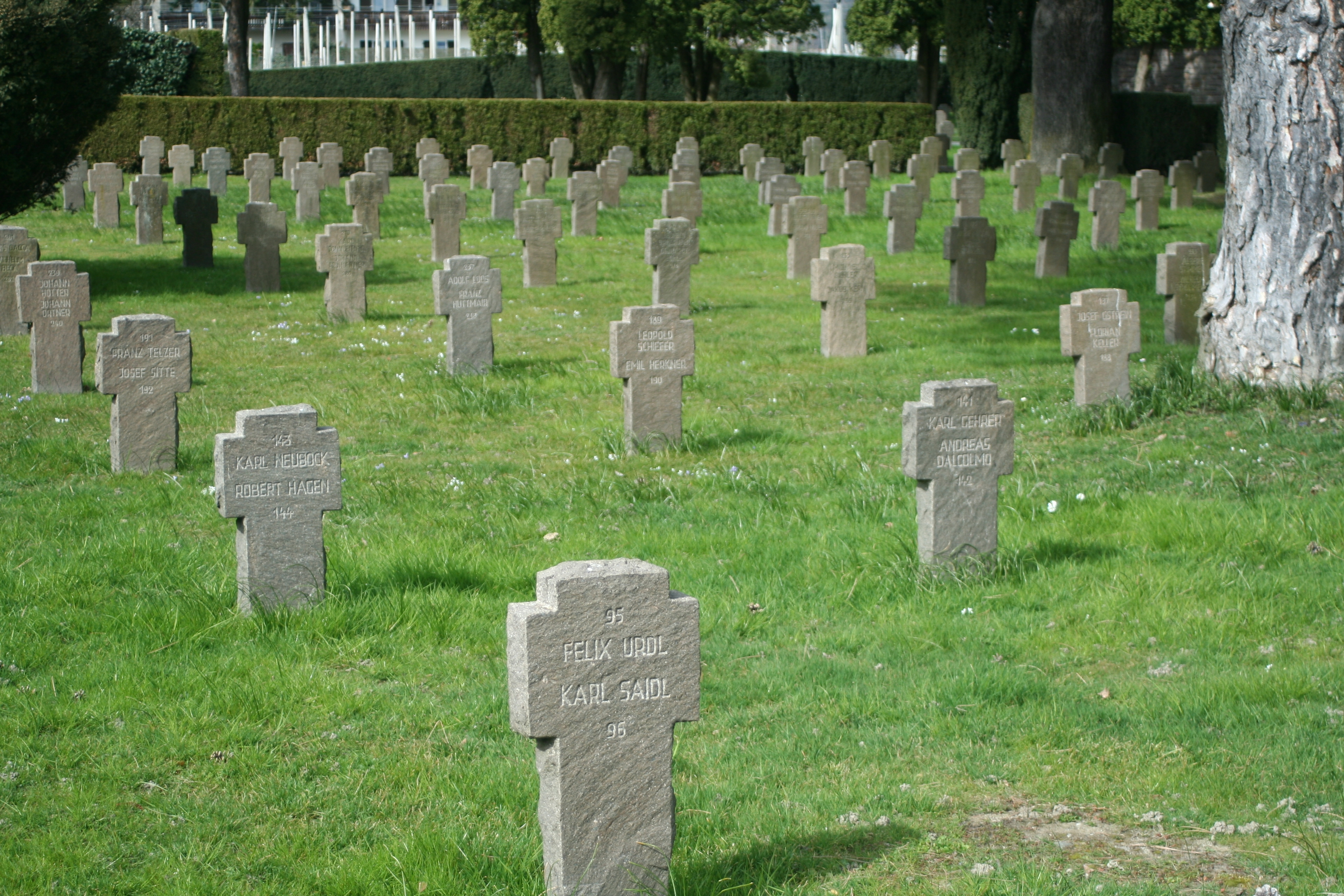
Österreichisch-ungarischer Soldatenfriedhof
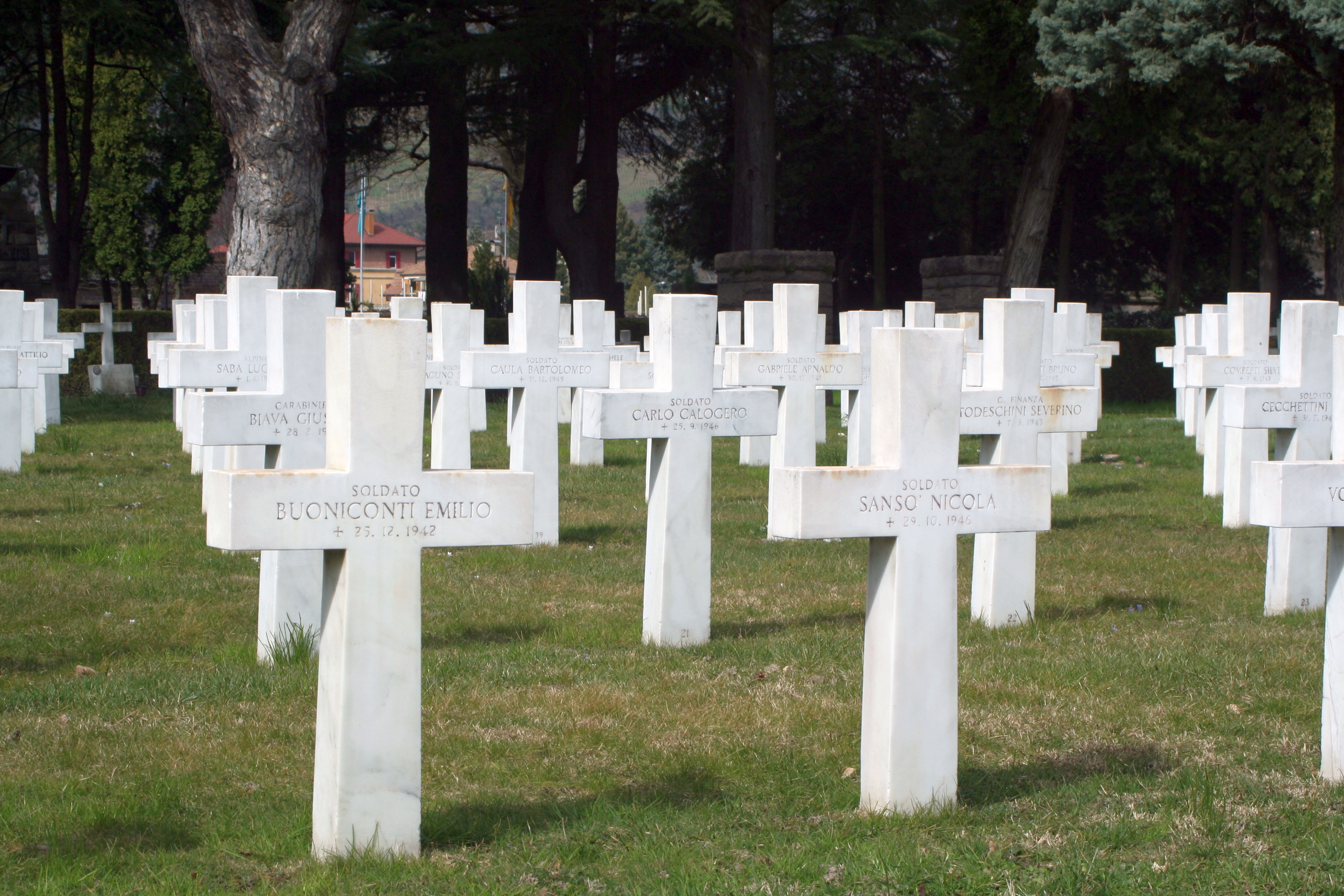
Italienischer Soldatenfriedhof
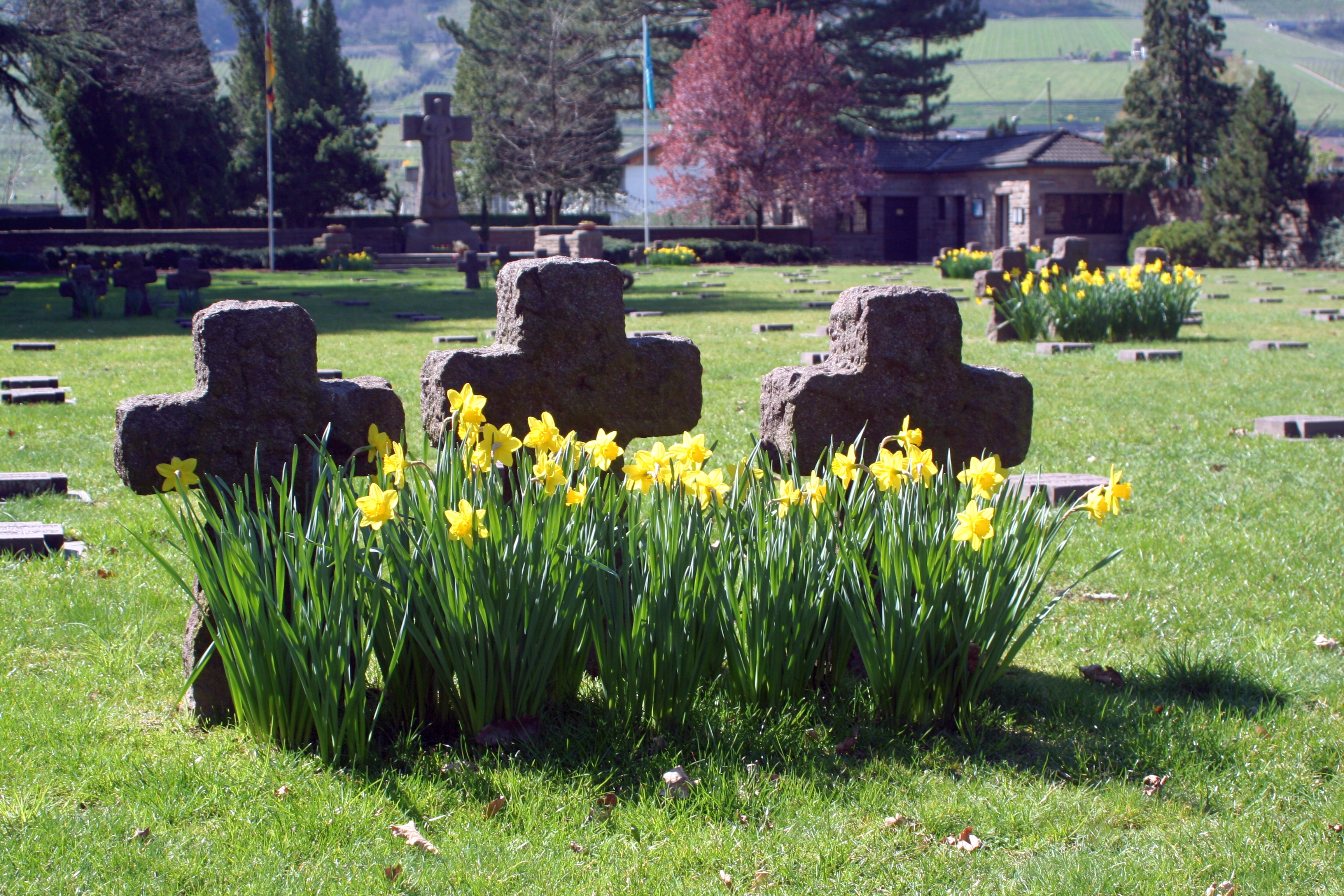
Deutscher Soldatenfriedhof